# Кенард (Тексас)
Кенард (енгл. Kennard) град је у америчкој савезној држави Тексас. По попису становништва из 2010. у њему је живело 337 становника.

## Демографија
Према попису становништва из 2010. у граду је живело 337 становника, што је 20 (6,3%) становника више него 2000. године.
| Група             | 2000.       | 2010.       |
| Белци             | 232 (73,2%) | 227 (67,4%) |
| Афроамериканци    | 69 (21,8%)  | 84 (24,9%)  |
| Азијати           | 3 (0,9%)    | 0 (0,0%)    |
| Хиспаноамериканци | 9 (2,8%)    | 20 (5,9%)   |
| Укупно            | 317         | 337         |